# Giove
Pour les articles homonymes, voir Giove (homonymie).
Giove est une commune italienne de la province de Terni, dans la région Ombrie. Le village a obtenu le label des Plus beaux bourgs d'Italie.

## Géographie
Giove est située à 94 km de Rome.

## Histoire
Le centre historique de Giove est au sommet d'une colline. L'histoire antique de cette cité est transmise par les agriculteurs locaux. Cette ville, avec son château, rappelle le temps des seigneuries.
Sur le nom de Giove, nous n'avons que peu d’informations. Deux hypothèses sont émises. La première ferait référence à la période avant l'Empire romain et à la présence d'un certain Giove père des Dieux. L'autre hypothèse en revanche viendrait peut-être de « Juvo », un témoin des cartes médiévales. 
À l'époque romaine, à partir du Ier siècle av. J.-C., surgissent dans le territoire plusieurs villes. Des fouilles archéologiques ont été faites. Des pièces de monnaie ont été retrouvées, ainsi que l'hypothèse du fait que cette ville soit traversée par le Tibre. C'est un lieu de commerce proche de Rome, donc propice au commerce. Ensuite vient le château, les premières informations à propos de cet édifice datent de 1191, époque où vivait le seigneur de Giove. Il fut plusieurs fois attaqué.
Il fut également occupé par le pontificat de Todi et d'Orvieto, deux villes proches. Le 7 janvier 1514, G. Farnèse devient le seigneur de cette seigneurie. Mais le 14 juin 1597, M. Farnese di latera vend le château et les terres alentour. Vers 1638, G. Mattei, fils d'Asdrubale, avec l'aide du pape Urbain VIII, fut nommé premier duc de Giove. Cette famille Mattei restera jusqu'en 1800. Au cours de l'année 1900, le château sera la propriété de la famille Ricciardi ; il passe également au comte de Robilant jusqu'aux ducs d'Acquarone, qui le vendront en 1985 au cinéaste américain Charles Robert Band. 
Depuis 2009, le château est en vente.

## Culture
En 1740, F. Mattei, frère du duc de Giove Girolaùp, posa la première pierre de l'église de S. Maria Assunta, cette construction s'acheva 35 ans plus tard en 1775. C'est l'église principale. Elle est longue de 35 mètres et ornée de peintures qui représentent saint Jean Baptiste, saint Borromeo et une Vierge à l'enfant qui apparaît avec saint Antoine de Padoue et saint François, ainsi que saint Dominique et l'archange Gabriel. 
L'histoire de la Madone du Pérugin : en 1658, F. Caffarelli de Perugia, dit dans le pays le Pérugin, fit peindre au-dessus de la porte de sa maison une belle image. À partir de ce moment, cette image est vénérée comme la Madone du Pérugin. L'icône est depuis longtemps objet de grande dévotion de la part des habitants de Giove, et l'église est ornée de numéros d'ex-voto de dons de croyants. La fête de la Madone du Pérugin se célèbre le deuxième dimanche de septembre. 

## Événements
Chaque été se déroule un festival médiéval dans toute la ville, mi-juillet, avec des spectacles de danses, de musique, des représentations folkloriques, ainsi que des pièces de théâtre. Il y a également une sorte de cantine en plein air où l'on déguste des spécialités locales, ce festival se nomme Sole et la luna.

## Administration
Le maire élu depuis 2010, est Alvaro Parca, né le 25 juillet 1948. Il est architecte. 
Il a été élu sous l'étiquette du « Partito Democratico », le parti démocrate, qui est le centre gauche.

### Communes limitrophes
Amelia, Attigliano, Bassano in Teverina, Bomarzo (Mugnano in Teverina), Orte, Penna in Teverina.